# Egyptiska melodier
Egyptiska melodier (orig. Egyptian Melodies), är en tecknad kortfilm från 1931. Filmen ingår i Silly Symphonies-serien.

## Handling
En spindel sitter på ett spindelnät utanför en dörr till en sfinx i Egypten. Plötsligt hörs en smäll och dörren öppnas. Spindeln går försiktigt in genom dörren och fortsätter sedan längs alla gångar inne i sfinxen. Ett stenblock faller ner från taket och är nära att mosa spindeln, men han fortsätter ändå att gå.
Spindeln kommer in i ett rum där det står ett timglas, i vilket sanden sakta faller. En klocka är ansluten till timglaset och börjar att ringa. Spindeln kommer sig i en sarkofag men springer snabbt ut då sarkofagen innehåller en mumie. Spindeln upptäcker fyra andra sarkofager, även de innehållandes mumier. Mumierna vaknar till liv och börjar att dansa.
Mumierna hoppar tillbaka in i sina sarkofager och dörrarna stängs. Då börjar istället de målade bilderna på väggarna att röra på sig. En kapplöpning mellan två målade ekipage inleds, och supportrarna för de två olika ekipagen börjar att slåss.
Spindeln ser målade bilder som rör sig överallt och försöker förtvivlat att fly ifrån dem. Han hittar sin väg ut och springer det fortaste han kan, ut ur och bort från sfinxen.

## Figurer
- En spindel
- Mumier
- Målade bilder